# Брацлавское воеводство
Бра́цлавское воево́дство (пол. Województwo bracławskie) — административно-территориальная единица, созданная в 1566 году в составе Великого княжества Литовского.

## История
В период феодальной раздробленности Руси, в 1362 году земли Браславщины были захвачены великим князем литовским Ольгердом у древнерусских великих князей — Кутлубаха, Качибея, Димейтера солтана. В 1460-х годах на территориальной основе Брацлавщины было создано Брацлавское воеводство, которое после заключения в 1569 году Люблинской унии отошло (передано литовским князем) Польскому королевству, и существовало в рамках Малопольской провинции Речи Посполитой до ликвидации в ходе второго раздела (1793 год).
Административным центром воеводства был Брацлав. Шляхетский сеймик проводился в Виннице. В состав этого крупного воеводства входили Винницкий, Брацлавский и Звенигородский поветы.

## География

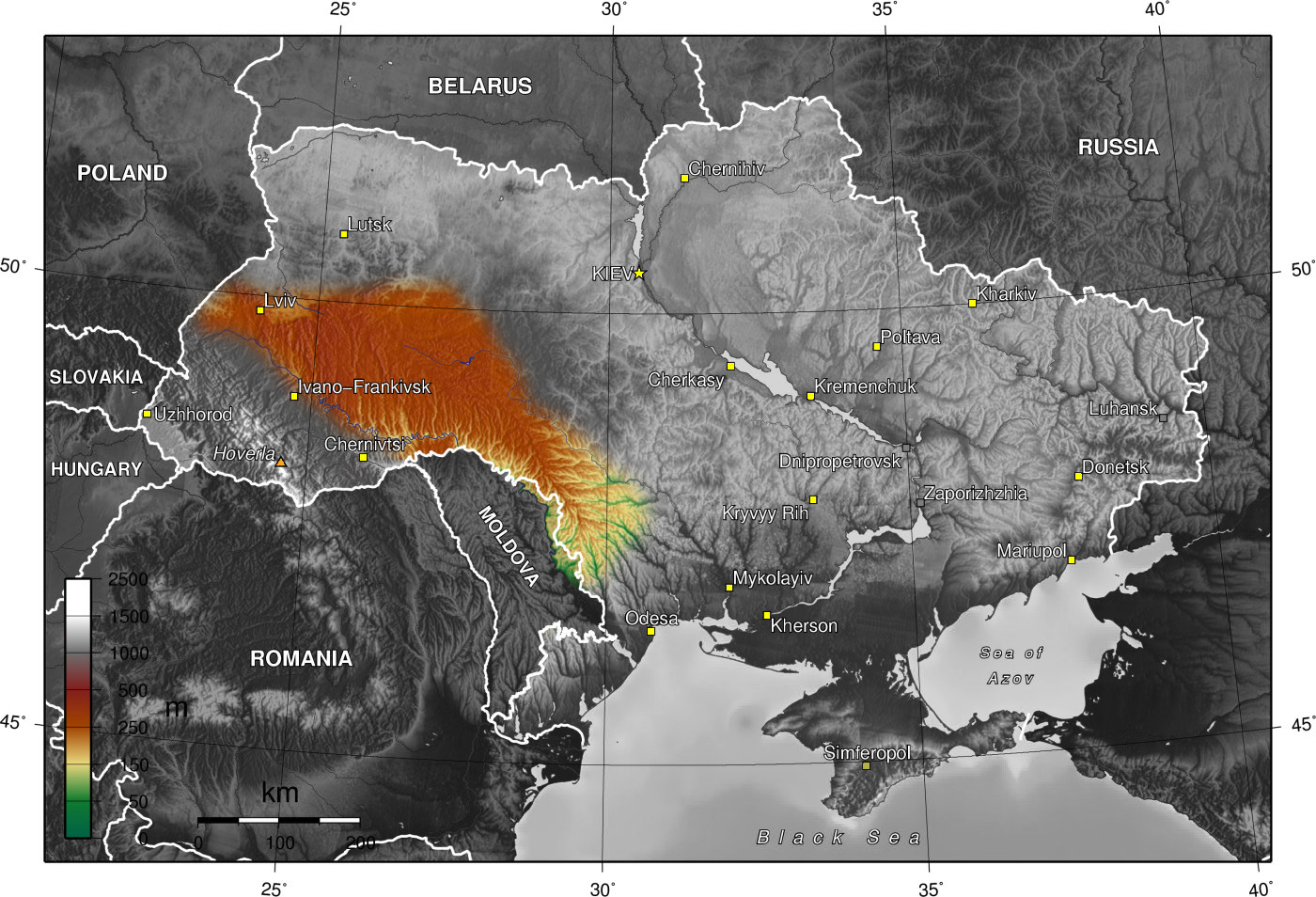
Подольская возвышенность обозначена цветом

Брацлавское воеводство было расположено на Подольской возвышенности (преимущественно в восточной её части), что с точки зрения геологии соответствует склонам Украинского кристаллического щита.
Все реки Брацлавского воеводства относятся к бассейну Чёрного моря. Административный центр воеводства Брацлав расположен на правом берегу Южного буга — реки, протекающей с северо-запада на юго-восток через всю территорию воеводства.